# Tennis en fauteuil roulant aux Jeux paralympiques d'été de 2024
Navigation
Tokyo 2020 Los Angeles 2028
La compétition de tennis en fauteuil roulant des Jeux paralympiques d'été de 2024 se déroulent du 30 août au 7 septembre 2024 au stade Roland-Garros de Paris, en France. Il s'agit de la 10e apparition du Tennis en fauteuil roulant aux Jeux paralympiques.
La compétition oppose 48 hommes, 32 femmes et 16 athlètes mixtes pour les épreuves de quad.

## Organisation

### Lieu de la compétition
La compétition à lieu sur les courts Philippe-Chatrier et Suzanne-Lenglen.

### Calendrier
| T1 | 1er tour | T2 | 2e tour | T3 | 3e tour | QF | Quarts de finale | DF | Demi-finales | B | Match pour la 3e place | F | Finale |

| Date → Épreuve ↓    | Ven 30 | Ven 30 | Sam 31 | Sam 31 | Dim 1 | Dim 1 | Lun 2 | Lun 2 | Mar 3 | Mar 3 | Mer 4 | Mer 4 | Jeu 5 | Jeu 5 | Ven 6 | Ven 6 | Sam 7 | Sam 7 |
| ------------------- | ------ | ------ | ------ | ------ | ----- | ----- | ----- | ----- | ----- | ----- | ----- | ----- | ----- | ----- | ----- | ----- | ----- | ----- |
| Simple hommes       | T1     | T1     |        |        | T2    | T2    | T3    | T3    |       |       | QF    | QF    | DF    | DF    |       |       | B     | F     |
| Simple femmes       |        |        | T1     | T1     |       |       | T2    | T2    | QF    | QF    | DF    | DF    |       |       | B     | F     |       |       |
| Double hommes       |        |        | T1     | T1     | T2    | T2    |       |       | QF    | QF    | DF    | DF    |       |       | B     | F     |       |       |
| Double femmes       | T1     | T1     |        |        | QF    | QF    |       |       | DF    | DF    |       |       | B     | F     |       |       |       |       |
| Simple quad (mixte) |        |        | T1     | T1     |       |       | QF    | QF    | DF    | DF    |       |       | B     | F     |       |       |       |       |
| Double quad (mixte) | QF     | QF     |        |        | DF    | DF    |       |       |       |       | B     | F     |       |       |       |       |       |       |

### Classification
Les joueurs ont été classés selon le type et l'étendue de leur handicap. Le système de classification a permis aux joueurs de s'affronter contre les autres avec le même niveau de fonction. Pour soutenir la concurrence dans le tennis en fauteuil roulant, les athlètes doivent avoir une perte importante ou totale de la fonction dans l'une ou les deux jambes. Les joueurs tétraplégiques concourent dans des épreuves mixtes, tandis que les joueurs paraplégiques (avec plein usage de leurs bras) participent à des épreuves séparées masculines et féminines.

## Participants

### Critères de qualification
Un comité paralympique ne peut inscrire qu'un maximum de 
- quatre joueurs masculins et féminins dans des épreuves individuelles.
- trois joueurs en simple quads.
- deux équipes masculines et féminines dans les épreuves de double.
- une équipe en quad double.

Les quotas de qualification sont attribués aux athlètes individuels. Les championnats continentaux sont retenus pour attribuer une place, le reste étant obtenu en se basant sur le rang mondial établi au 15 juillet 2024. Les quotas ne sont pas individuel mais attribué au comité.
| Qualification                            | Date                    | Lieu                    | Quota  | Quota  | Quota |
| Qualification                            | Date                    | Lieu                    | Hommes | Femmes | Quads |
| ---------------------------------------- | ----------------------- | ----------------------- | ------ | ------ | ----- |
| Championnats parasportifs européens 2023 | 8–20 août 2023          | Rotterdam               | 1      | 1      | NC    |
| Jeux paralympiques africains 2023        | 3–12 septembre 2023     | Accra                   | 1      | 1      | NC    |
| Jeux para-asiatiques de 2022 (en)        | 22–28 octobre 2023      | Hangzhou                | 1      | 1      | NC    |
| Jeux parapanaméricains de 2023 (en)      | 15–19 novembre 2023     | Santiago                | 1      | 1      | NC    |
| Classement mondial 2024                  | Classement mondial 2024 | Classement mondial 2024 | 32     | 20     | 12    |
| Invitations bipartites                   | Invitations bipartites  | Invitations bipartites  | 12     | 8      | 4     |
| Total                                    |                         |                         | 48     | 32     | 16    |

### Nations participantes
| Afrique                          | Amériques                                                                                              | Asie | Europe | Océanie         |
| -------------------------------- | --- | --- | --- | --------------- |
| - Afrique du Sud (5) - Maroc (4) | - Argentine (3) - Brésil (4) - Canada (1) - Chili (5) - Colombie (2) - Costa Rica (1) - États-Unis (5) | - Chine (7) - Corée du Sud (2) - Irak (1) - Israël (4) - Japon (8) - Malaisie (2) - Sri Lanka (1) - Thaïlande (1) | - Allemagne (1) - Autriche (2) - Belgique (1) - Espagne (3) - France (8) - Grande-Bretagne (8) - Italie (1) - Pays-Bas (10) - Suisse (1) - Turquie (2) | - Australie (2) |
| 2 pays                           | 7 pays                                                                                                 | 8 pays | 10 pays | 1 pays          |

## Résultats

### Podiums
| Épreuve             | Or                                          | Argent                                          | Bronze                                            |
| ------------------- | ------------------------------------------- | ----------------------------------------------- | ------------------------------------------------- |
| Simple messieurs    | Tokito Oda (JPN)                            | Alfie Hewett (GBR)                              | Gustavo Fernández (ARG)                           |
| Double messieurs    | Grande-Bretagne- Alfie Hewett - Gordon Reid | Japon- Tokito Oda - Takuya Miki                 | Espagne- Martín de la Puente - Daniel Caverzaschi |
| Simple dames        | Yui Kamiji (JPN)                            | Diede de Groot (NED)                            | Aniek van Koot (NED)                              |
| Double dames        | Japon- Yui Kamiji - Manami Tanaka           | Pays-Bas- Diede de Groot - Aniek van Koot       | Chine- Guo Luoyao - Wang Ziying                   |
| Simple quad (mixte) | Niels Vink (NED)                            | Sam Schroder (NED)                              | Guy Sasson (ISR)                                  |
| Double quad (mixte) | Pays-Bas- Sam Schroder - Niels Vink         | Grande-Bretagne- Andy Lapthorne - Gregory Slade | Afrique du Sud- Donald Ramphadi - Lucas Sithole   |

### Tableau des médailles
| Rang  | Nation          | Or | Argent | Bronze | Total |
| ----- | --------------- | -- | ------ | ------ | ----- |
| 1     | Japon           | 3  | 1      | 0      | 4     |
| 2     | Pays-Bas        | 2  | 3      | 1      | 6     |
| 3     | Grande-Bretagne | 1  | 2      | 0      | 3     |
| 4     | Espagne         | 0  | 0      | 1      | 1     |
| 4     | Chine           | 0  | 0      | 1      | 1     |
| 4     | Argentine       | 0  | 0      | 1      | 1     |
| 4     | Israël          | 0  | 0      | 1      | 1     |
| 4     | Afrique du Sud  | 0  | 0      | 1      | 1     |
| TOTAL | TOTAL           | 6  | 6      | 6      | 18    |